# Торрея
Торрея (лат. Torreya) — род вечнозелёных хвойных деревьев семейства Тисовые.
Род назван в честь Джона Торри (англ. John Torrey, 1796—1873), американского ботаника, врача и химика, исследователя флоры США, первого профессионального ботаника Нового света.

## Ботаническое описание
Небольшие или средние деревья, достигающие 5—20 (редко 25) м в высоту.
Листья линейные, 2—8 см длиной и 3—4 мм шириной, жёсткие, с острым концом.
Растения могут быть как однодомными, так и двудомными. Мужские шишки 5—8 мм длиной, растут скоплениями, женские растут одиночно или скоплениями из 2—8.
Семя 2—4 см длиной, покрыто мясистой оболочкой; семена некоторых видов, например, торреи орехоносной, съедобны.
Все части растения имеют достаточно неприятный запах.

## Распространение и экология
Три вида произрастают в Восточной Азии, два — в Северной Америке.

## Виды
Согласно The Plant List, на 2013 год род включает шесть видов:
- Torreya californica Torr. — Торрея калифорнийская
- Torreya grandis Fortune ex Lindl. — Торрея крупная
  - Torreya grandis var. fargesii (Franch.) Silba
    - [syn.  Torreya fargesii Franch.]

  - Torreya grandis var. grandis Fortune ex Lindl.
  - Torreya grandis var. jiulongshanensis Z.Y.Li, Z.C.Tang & N.Kang
  - Torreya grandis var. yunnanensis (W.C.Cheng & L.K.Fu) Silba
- Torreya jackii Chun
- Torreya nucifera (L.) Siebold & Zucc. — Торрея орехоносная
- Torreya parvifolia T.P.Yi, Lin Yang & T.L.Long
- Torreya taxifolia Arn. typus — Торрея тисолистная